# Toronto (Iowa)
Toronto ist eine Kleinstadt (mit dem Status „City“) im Clinton County im Osten des US-amerikanischen Bundesstaates Iowa. Das U.S. Census Bureau hat bei der Volkszählung 2020 eine Einwohnerzahl von 102 ermittelt.

## Geografie
Toronto liegt am Wapsipinicon River, einem rechten Nebenfluss des Mississippi, auf 41°54′18″ nördlicher Breite und 90°51′51″ westlicher Länge und erstreckt sich über 0,48 km². Der Ort liegt rund 60 km westlich des Mississippi, der die Grenze zu Illinois bildet. Die Grenze zu Wisconsin verläuft rund 80 km nördlich. Toronto ist die einzige selbstständige Gemeinde in der Liberty Township im äußersten Westen des Clinton County.
Benachbarte Orte von Toronto sind Massillon (5,5 km westnordwestlich), Lost Nation (10,2 km nordöstlich), Wheatland (9,1 km südlich) und Lowden (10,7 km südwestlich).
Die nächstgelegenen größeren Städte sind Dubuque (79,4 km nördlich), Rockford in Illinois (183 km ostnordöstlich), die Quad Cities (56,4 km südwestlich) und Cedar Rapids (87,7 km westlich).

## Verkehr
Durch Toronto verlaufen keine überregionalen Fernstraßen. Alle Straßen sind untergeordnete und teils unbefestigte Fahrwege sowie innerörtliche Straßen.
Der nächstgelegene Flugplatz ist der 26,7 km nordöstlich gelegene Maquoketa Municipal Airport; die nächstgelegene größeren Flughäfen sind der 68,4 nordnordöstlich gelegene Dubuque Regional Airport, der 68,6 km südöstlich gelegene Quad City International Airport und der 87 km westlich gelegene Eastern Iowa Airport in Cedar Rapids.

## Demografische Daten
Nach der Volkszählung im Jahr 2010 lebten in Toronto 124 Menschen in 48 Haushalten. Die Bevölkerungsdichte betrug 258,3 Einwohner pro Quadratkilometer. In den 48 Haushalten lebten statistisch je 2,58 Personen.
Ethnisch betrachtet setzte sich die Bevölkerung aus 97,6 Prozent Weißen und 2,4 Prozent (drei Personen) Afroamerikanern zusammen. Unabhängig von der ethnischen Zugehörigkeit waren 2,4 Prozent der Bevölkerung (drei Personen) spanischer oder lateinamerikanischer Abstammung.
21,8 Prozent der Bevölkerung waren unter 18 Jahre alt, 65,3 Prozent waren zwischen 18 und 64 und 12,9 Prozent waren 65 Jahre oder älter. 46,0 Prozent der Bevölkerung war weiblich.

Das mittlere jährliche Einkommen eines Haushalts lag bei 43.750 USD. Das Pro-Kopf-Einkommen betrug 19.196 USD. 13,3 Prozent der Einwohner lebten unterhalb der Armutsgrenze.